# Giorgio Bargioni
Giorgio Bargioni (Firenze, 13 marzo 1925 – Verona, 1º febbraio 2012) è stato un agronomo italiano.

## Biografia
Figlio di Vittorio Bargioni e di Maria Luisa Gaeta, si laureò in agraria a Firenze il 5 novembre 1948 con il massimo dei voti e la lode. Ebbe come maestro Alessandro Morettini.
Fu direttore del centro per l'incremento della frutticoltura ferrarese dal 1951 al 1954. Dal 1955 al 1990, anno del pensionamento, è stato direttore dell'Istituto sperimentale di frutticoltura della Provincia di Verona.
Ha introdotto la moltiplicazione in vitro delle piante.
Sulle specie da frutto ha svolto un intenso lavoro di ricerca sul ciliegio, producendo tra le altre le varietà di ciliegie denominate "Vittoria", "Adriana" e "Giorgia", di cui la prima particolarmente adatta alla raccolta meccanizzata e in grado di staccarsi senza peduncolo dalla pianta.
Libero docente di coltivazioni arboree, dal 1964 ha insegnato per sei anni viticoltura all'Università di Padova. Dal 2004 al 2007 è stato incaricato di un corso di olivicoltura all'Università di Verona.
È stato collaboratore di numerose riviste scientifiche e divulgatore con circa 400 pubblicazioni tra monografie e articoli su riviste.
È stato membro effettivo dell'Accademia dei Georgofili, dell'Accademia Nazionale dell'Olivo e dell'Olio, dell'Accademia di Agricoltura Scienze e Lettere di Verona e dell'Accademia Nazionale di Agricoltura.
L'Accademia dei Georgofili lo ha commemorato con un'adunanza pubblica e giornata di studio il 21 giugno 2012.

## Attività di ricerca e risultati scientifici
Giorgio Bargioni svolse attività innovativa di ricerca sugli apparati radicali del susino, dell'olivo, della vite, del ciliegio, del pesco, del pero, del cotogno e del cachi; nel 1959 individuò allelopatia in alcuni tipi di piante della stessa specie e studiò i danni da alluvione ai frutteti.
Egli fu tra i primi, agli inizi degli anni '60, a intuire l'importanza dell'impiego dei materiali plastici. Realizzò un'intelaiatura per la protezione di un fragoleto con polietilene trasparente e pacciamatura sulla fila con polietilene nero già nel 1957, e realizzò delle prove di coltivazione in serra del pesco coprendo alcuni alberi di "Precocissima Morettini", i cui frutti maturarono con circa una settimana di anticipo.

Studi sull’apparato radicale del ciliegio (1959); sulla sfondo Giorgio Bargioni che sta eseguendo rilievi con l'aiuto di un collaboratore

Svolse attività di miglioramento genetico sul ciliegio. Attraverso l'incrocio artificiale controllato, a partire dal 1958 con Tiziano Tosi, cercò di contribuire alla soluzione del problema della raccolta dei frutti, a migliorare l'assortimento per la resistenza allo spacco e il calendario di maturazione.

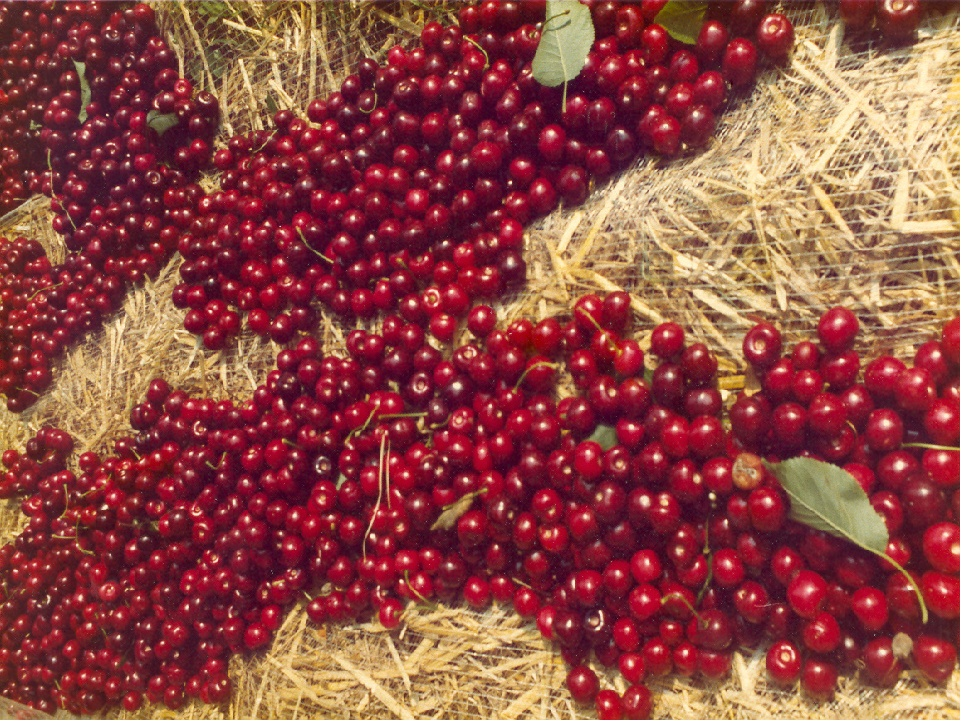
Raccolta meccanizzata della ciliegia "Vittoria", 1970

Uno dei più importanti risultati fu la varietà di ciliegie "Vittoria", licenziata nel 1970, dalle ottime caratteristiche generali, buona produttività, di ottimo sapore e serbevolezza, prima varietà al mondo con la caratteristica di prestarsi facilmente ed integralmente ad una raccolta meccanizzata e quindi destinata soprattutto agli usi industriali.
S'impegnò anche sulla fragola, incoraggiando e sostenendo l'opera di Tiziano Tosi, con il quale lavorò per la produzione di piante madri esenti da virus, per la produzione in montagna e per la coltura protetta.
Dopo le iniziali sperimentazioni sulla biologia fiorale dell'olivo, dove peraltro caratterizzò le varietà gardesane (Bargioni, 1962), pubblicò vari contributi ad intervalli pluriennali con osservazioni ripetute sulle tecniche di coltivazioni e sulla potatura (Bargioni, 1982; Bargioni e Liut, 1989; Bargioni, 1992, Bargioni, 1994).
Fu invitato a tenere conferenze sui risultati delle ricerche veronesi in Svizzera (a Sion), in Francia (ad Avignone, a Montpellier, ad Agen, a Perpignan), in Belgio (a Gembloux), in Bulgaria (a Plovdiv, a Sofia e a Kjustendil), in Ungheria (Budapest). Collaborò colla Stazione sperimentale canadese di Summerland (British Columbia), che permisero le prime valutazioni delle nuove varietà e selezioni di ciliegio autofertili e con la Stazione francese de La Grande Ferrade di Bordeaux per il ciliegio dolce, nonché quella nell'ambito del Gruppo Frutticoltura della Comunità di lavoro "Alpe Adria" che riunisce le Regioni e i Länder confinanti con le Alpi orientali.
Ha scritto Il ciliegio dolce, nel 1982, si annovera la collaborazione alla stesura dei trattati di Frutticoltura Speciale (1991), dove ha descritto "il ciliegio", di Frutticoltura Generale (1992) in cui ha svolto gli argomenti Potatura degli alberi da frutto (Bargioni, 1992) e Scelta e preparazione del terreno (Bargioni, 1992); successivamente nella pubblicazione Sweet Cherry Scion (1996) ha svolto i temi dell'assortimento varietale e del miglioramento genetico del ciliegio, quest'ultimo argomento sviluppato anche successivamente su L'arboricolture Fruitiere (Bargioni et al., 1998a; Bargioni et al., 1998b), e nel testo Le tipologie di alberi nelle drupacee, dove ha descritto il portamento dell'albero di ciliegio (Bassi e Bargioni, 2003). Vanno menzionati anche l'ampia analisi sull'evoluzione della frutticoltura italiana nel ventesimo secolo (Bargioni, 2001) e tra gli scritti divulgativi il manuale L'olivo e la sua coltivazione (2002).

## Pubblicazioni
- Il suolo di Firenze, in L'Universo, n. 2, 1949.
- Esperimenti di lotta contro le erbacce mediante l'impiego di un diserbante fitormonico, in atti dell'Accademia dei Georgofili, Sesta serie, Vol. XIII - 125° dall'inizio, Firenze, 1949,  pp. 307-336.
- Contributo allo studio dell'apparato radicale del susino, in Rivista dell'ortofrutticoltura italiana, XXXIII, 1949.
- La difesa del grano nei magazzini e nei molini, in L'Italia e i cereali, anno V, n. 6, 1950.
- Attività e programmi del Centro incremento frutticoltura ferrarese, in Rivista dell'ortofrutticoltura italiana, 1951.
- Conseguenze dell'alluvione del Reno sulle piante da frutto, in L'agricoltore ferrarese, n. 1, 1952.
- Danni d'alluvione su piante da frutto, in Genio rurale, XVI, n. 3, 1953.
- Prove di lotta contro il ragno rosso degli alberi da frutto, "Patatetranychus pilosus", Can. et Fanz, in Rivista dell'ortoflorofrutticoltura italiana, XXXIV, n. 11-12, 1953.
- La protezione delle colture frutticole ferraresi, in Notiziario sulle malattie delle piante, n. 22, 1953,  pp. 15-24.
- La difesa antigrandine e la sua organizzazione in provincia di Ferrara, in estratto dal Notiziario del Frutticoltore, 1954.
- Relazione dell'attività svolta dal CIFF nel periodo 1º ottobre - 30 settembre 1954, in estratto dal Notiziario del frutticoltore, n. 10, 1954.
- Sintomi di sofferenza su piante di pesco, in L'agricoltore ferrarese, 1954.
- La piantagione dei fruttiferi, in Verona Agricola, 1955.
- L'andamento degli strati nei terreni alluvionali e la sua possibile influenza sulle colture arboree da frutto, in Rivista dell'ortofrutticoltura italiana, n. 1-2, 1955,  pp. 21-32.
- A proposito della coltura del ciliegio nel Veronese, in L'Informatore Agrario, n. 46, 1956,  pp. 849-850.
- Aspetti e problemi della coltura di alcuni ortaggi, in Quaderni di economia, Atti I giornata ortofrutticola, Camera di Commercio di Rovigo, 1956,  pp. 6-15.
- La coltura degli ortaggi, in Quaderni di economia, conversazioni di orticoltura, Camera di Commercio di Rovigo, 1956,  pp. 18-40.
- Attività e programmi dell'Istituto Sperimentale di Frutticoltura di Verona, in Rivista dell'ortofrutticoltura italiana, n. 3-4, 1957,  pp. 203-210.
- Su di una prova orientativa di "forzatura" del pesco, in L'Informatore Agrario, n. 28, 1957,  p. 559.
- Contributo allo studio del sistema radicale del ciliegio nel Veronese, in Rivista dell'ortofrutticoltura italiana, n. 3-4, 1959,  pp. 99-119.
- La coltivazione del pero nella provincia di Verona, in Consulta per l'Agricoltura e le Foreste delle Venezie, n. 4, 1959,  pp. 3-20.
- Studi e ricerche sul sistema radicale del pesco nel Veronese, in Rivista dell'ortofrutticoltura italiana, n. 9-10, 1959,  p. 323.
- Contributo allo studio delle cultivar di ciliegio della provincia di Verona, in Rivista dell'ortofrutticoltura italiana, n. 3-4, 1960,  pp. 103-128.
- Il sistema radicale degli alberi da frutto in rapporto alla tecnica colturale, in Rivista dell'ortofrutticoltura italiana, n. 4, 1960,  pp. 387-399.
- Lavorazioni primaverili ed estive nel frutteto, in L'Informatore Agrario, n. 27, 1960,  pp. 779-780.
- L'innesto su alberi adulti per la sostituzione di varietà, in L'Informatore Agrario, n. 39, 1960,  pp. 1065-1066.
- Prospettive della frutticoltura polesana, in Indirizzi per una moderna agricoltura, Ispettorato Provinciale dell'Agricoltura di Rovigo, 1960,  pp. 15-26.
- Il diradamento dei frutti eseguito in due tempi sul pesco, in L'Informatore Agrario, n. 13, 1961,  p. 383.
- La coltivazione del pero nel Veronese, in L'Informatore Agrario, n. 14, 1961.
- Miglioramento della coltura e produzione delle sementi del radicchio, in Il miglioramento genetico degli ortaggi, Firenze, Centro Studi CNR Miglioramento Piante, 1961.
- Le cultivar di pero Morettini, in L'Informatore Agrario, n. 3, 1961,  pp. 69-70.
- Ulteriori indagini sul sistema radicale del pesco nei terreni veronesi di origine fluvio-glaciale, in Rivista dell'ortofrutticoltura italiana, n. 5, 1961,  pp. 563-571.
- Impiego delle materie plastiche nella forzatura della fragola, in Verona Agricola, n. 6, 1961,  pp. 20-21.
- Le materie plastiche nella coltivazione delle fragole, in Frutticoltura, n. 4, 1962,  pp. 291-297.
- Alcune osservazioni sul sistema radicale del diospiro, in Rivista dell'ortoflorofrutticoltura italiana, n. 6, 1962,  pp. 3-13.
- Monografia delle principali cultivar di pesco, in collaborazione con A. Morettini, E. Baldini, F. Scaramuzzi, P. L. Pisani, Firenze, Centro Miglioramento Piante da Frutto e da Orto del C.N.R., 1962.
- Contributo allo studio delle cultivar di olivo del lago di Garda, in Olivicoltura gardesana, Verona, Comunità del Garda, 1962,  p. 90.
- La scelta dell'ambiente adatto per il pesco, in Agricoltura, maggio 1962.
- Le varietà di pesco per la Provincia di Verona, incontro coi peschicoltori veronesi, Verona, 29 ottobre 1962.
- L'impiego del polietilene nero nella coltivazione della fragola, in Rivista dell'ortofrutticoltura italiana, n. 6, 1962,  pp. 3-14.
- Attività e programmi dell'Istituto Sperimentale di Frutticoltura di Verona, in Rivista dell'ortofrutticoltura italiana, XLVII, n. 4, 1963,  pp. 416-429.
- Considerazioni sulla scelta delle cultivar per i nuovi impianti, in Per la nuova frutticoltura Polesana, Rovigo, Ispettorato Provinciale Agricoltura, 1963.
- (FR) Etude des sols et fertilisation, Congrès Pomologique Soc. Pom. de France. Sion, Suisse. La Pomologie Française, 1963.
- Gli aspetti più salienti della pomicoltura americana, in L'Informatore Agrario, n. 50, 1963,  pp. 1622-1624.
- Effetti dell'"inerbimento" sulla distribuzione dell'apparato radicale degli alberi da frutto, in Atti del I incontro frutticolo della S.O.I., Firenze, 1964.
- Impiantiamo olivi e il freddo li uccide, in L'Informatore Agrario, n. 5, 1964,  p. 109.
- L'impollinazione delle cultivar di ciliegio e gli insetti pronubi, in atti I Convegno Nazionale del ciliegio, Firenze, S.O.I., 1964,  pp. 163-167.
- Stato attuale, prospettive e problemi della cerasicoltura italiana, in atti I Convegno Nazionale del ciliegio, Firenze, S.O.I., 1964,  pp. 21-48.
- Esigenze idriche della fragola. Congresso nazionale della fragola, Verona, 14 giugno, in L'Informatore Agrario, n. 26, 1964,  pp. 951-953.
- Androsterilità del pesco "Aurora", in atti Congresso del pesco, Verona, Camera di Commercio, 1965.
- Stato attuale e prospettive della coltura del melo e del pero in Italia, in atti giornata europea del melo e del pero, Ferrara, Camera di Commercio, 1965.
- L'inerbimento del frutteto, in L'Informatore Agrario, n. 5, 1965,  pp. 109-110.
- Comportamento vegetativo e produttivo delle cultivar di pesco per l'industria del Veneto, Conferenza Nazionale per l'Ortoflorofrutticoltura, Sessione di Verona, 1966.
- Stato attuale problemi ed indirizzi tecnici della coltura del ciliegio, Conferenza Nazionale per l'Ortoflorofrutticoltura, Sessione di Verona, 1966.
- Al servizio della Regione L'Istituto di Frutticoltura, in Quaderni della Provincia di Verona, n. 5, 1966.
- (FR) Evolution de la production de la poire en Italie, XV Journées fruitières et maraichères, Avignon, 1967.
- Frutta, agrumi e olivo nella Regione Benancense, in atti Conv. "Lo sviluppo economico della Regione del Garda, Gardone Riviera, Comunità del Garda, 1967.
- (EN) Antagonism among Rott system of fruit trees, in Proc. of the Congress "Methods of productivity studies in root systems and rhizosphere organism, Mosca, 1968.
- La coltura della fragola ha subito un'evoluzione, in Verona Italy, anno V, ottobre-dicembre, Camera di Commercio di Verona, 1968.
- La raccolta delle frutta nei suoi aspetti tecnici ed economici, in Frutticoltura, n. 1, 1968,  pp. 31-37.
- L'allevamento a palmetta degli alberi da frutto nei suoi aspetti tecnici ed economici, Giornate Scientifico-Tecniche, Plovdiv, Bulgaria, 1968.
- La carta frutticola della Provincia di Verona, Verona, Camera di Commercio, 1969.
- I portinnesti del melo e del pero, dell'albicocco, del ciliegio e del susino, in Economia Trentina, 2. Atti delle Giornate frutticole 1968, 1969.
- Orientamenti sulla coltivazione del pesco, atti Convegno Regionale sul pesco, Fiumicello (Udine), E.R.S.A., 1969.
- "VITTORIA" Nuova cultivar di ciliegio dolce (incrocio Bargioni "Moretta di Cazzano" x "Durona di Padova", 3/16), in Rivista dell'ortoflorofrutticoltura italiana, n. 6, 1970,  pp. 3-12.
- L'impiego delle materie plastiche nella coltivazione della fragola, in atti IV conv. Naz. della fragola, Cesena, Firenze, S.O.I., 1970.
- Prove di pacciamatura della fragola con materiali diversi dal polietilene nero, in atti IV Conv. Naz. della fragola, Cesena, Firenze, S.O.I., 1970,  pp. 193-199.
- Effetti di nitratature invernali sulla cv. "Gorella", in atti IV Conv. Naz. della fragola, Cesena, Firenze, S.O.I., 1970,  pp. 229-232.
- Situazione e problemi della peschicoltura italiana. La peschicoltura veneta, in Frutticoltura, n. 1-2, 1970,  pp. 55-63.
- Situazione e prospettive della frutticoltura veronese, in Carta Frutticola della Provincia di Verona, Camera di Commercio di Verona, 1970.
- Una cultivar di ciliegio dolce suscettibile di raccolta integralmente meccanizzata, in L'Italia Agricola, maggio 1970. Anche nel Convegno della meccanizzazione nella raccolta della frutta U.M.A., 1970.
- Interessanti prospettive per la produzione in montagna del materiale di propagazione, in L'Informatore Agrario, n. 28, 1970,  pp. 2241-2242.
- Frutta olive e fragole nel Veronese in 25 anni di agricoltura, in 25 anni di agricoltura veronese, Verona, Associazione Provinciale Dottori in Scienze Agrarie, 1971.
- Frutticoltura, in 25 anni di agricoltura veronese, Verona, Associazione provinciale Dottori in Scienze Agrarie, 1971,  pp. 204-216.
- Materie plastiche nella coltura della fragola, in Ovorstarstvo, n. 2, Sofia, 1971.
- Osservazioni comparative preliminari su due sistemi di allevamento delle cultivar di pesco da industria, in L'Informatore Agrario, n. 1, 1971,  pp. 3941-3945.
- Una nuova cultivar di ciliegio per la raccolta meccanica, in L'Informatore Agrario, n. 2, 1971,  pp. 4005-4007.
- Problemi e prospettive della frutticoltura nelle Venezie, in Agricoltura delle Venezie, n. 11/12, 1972.
- Aspetti anatomici ed istochimici del distacco dei frutti nella cv. di ciliegio dolce "Vittoria", in Rivista dell'ortoflorofrutticoltura italiana, n. 1, 1972,  pp. 20-26.
- Indagine sulle cultivar di ciliegio diffuse in Italia: 5) Veneto, in Indagine sulle cultivar di ciliegio diffuse in Italia, Consiglio Nazionale delle Ricerche, 1972,  pp. 43-54.
- L'actinidia, in Notiziario Associazione Produttori Ortofrutticoli della IV Zona, Verona, 1973.
- Problematiche della coltura della fragola in Italia. Seminario Internazionale sui problemi della fragola, in L'Informatore Agrario, n. 34, 1973.
- Gli effetti della tecnica colturale nei riguardi della lotta integrata applicata al pesco, in atti Accademia di Agricoltura Scienze e Lettere, Verona, 1973.
- Pesche da industria, Bologna, 1974.
- "Bianca di Verona": nuova cultivar di ciliegio dolce per la raccolta meccanica, in Rivista dell'ortoflorofrutticoltura italiana, n. 2, 1975,  pp. 136-140.
- Indirizzi per una frutticoltura moderna, in Atti Convegno "Prospettive Tecniche ed Economiche della Frutticoltura Polesana, 1975.
- Introduzione all'Incontro Frutticolo su "La coltura della Fragola", in Atti incontro frutticolo S.O.I. su "La coltura della fragola, Treviso, 1975.
- (FR) Les problemès de production des cerises dans les trois Vénéties et la séléctions de cerisiers pour la récolte mecanique, C. R. Conférencie Internat. sur la production des cérises, Kiustendil, 1975.
- Moderni aspetti di tecnica colturale della fragola, in Frutticoltura, n. 12, 1975.
- Ricerche per il superamento dell'incompatibilità negli alberi da frutto: osservazioni sulle cultivar di ciliegio dolce "Vittoria" e "Mora di Cazzano", in Agricoltura delle Venezie, 1975.
- Comportamento di alcune cultivar di fragola nel Veronese in rapporto all'epoca ed al materiale di piantagione, in Atti incontro frutticolo S.O.I. su "La coltura della fragola", 15 novembre, Treviso, 1975.
- Comportamento nel Veronese di piante di "Gorella" frigoconservate poste a dimora in epoche diverse, in Atti incontro frutticolo S.O.I. su "La coltura della fragola", 15 novembre, Treviso, 1975.
- Irrigazione sovrachioma per ritardare la fioritura: risultati di prove preliminari, in L'Informatore Agrario, n. 47, 1975,  pp. 21139-21142.
- Coltura protetta e propagazione della fragola, in Atti IV giornata della Fragola Metapontina, Policoro, 1976.
- (FR) Les méthodes culturales pour le pecher dans l'optique de la lutte intégrée, tavola rotonda, "Lutte intégrée pour le Pecher", Verona, 1976.
- L'Istituto Sperimentale di Frutticoltura di Verona. Che cosa ha realizzato, che cosa sta facendo, in Mondo Rurale Veneto, 1976.
- Stato di nutrizione del pesco in aziende del Veneto, della Romagna e della Campania, in Frutticoltura, n. 7-8, 1976,  pp. 31-35.
- Nuovi indirizzi di tecnica vivaistica in viticoltura. Atti Convegno "Vivaismo viticolo", Ascoli Piceno, 1975, in Rivista di viticoltura e di enologia, n. 1-2, 1976.
- Osservazioni sull'allegagione e sull'accrescimento dei frutti di Kaki, in L'Agricoltura Italiana, 1976.
- Comportamento di Gorella e Redgauntlet in coltura protetta sotto tunnel di polietilene e di celloflex, in Atti incontro frutticolo S.O.I., "Problemi e prospettive della moderna fragolicoltura", Cesena, 1976.
- Comportamento produttivo di piante di fragola "Gorella" derivate da stoloni propagati in terra e in torba, in Atti del III Protagri, Verona, 1976.
- Il diserbo chimico del vigneto: un'alternativa di non trascurabile validità alla tradizionale tecnica delle lavorazioni superficiali del terreno, in L'Informatore Agrario, n. 47, 1976,  pp. 28567-28570.
- Gli impianti di melo ad alta densità nel Veronese, in Notiziario di ortoflorofrutticoltura, 1976.
- L'impollinazione delle piante coltivate, in Atti Convegno: "Impollinazione nell'Ortofrutticoltura ed attività sementiere", Verona, 1977.
- Aspetti e problemi della viticoltura in valle di Cembra, in Agricoltura delle Venezie, n. 4, 1977.
- Irrigazione sovrachioma per ritardare la fioritura del melo. II contributo, in Rivista dell'ortoflorofrutticoltura italiana, n. 61, 1977,  pp. 381-390.
- Importanza e problemi della cerasicoltura con particolare riferimento alla raccolta, in L'Informatore Agrario, n. 28, 1978,  pp. 2350-2352.
- La coltura della fragola nelle Venezie, in Atti "Giornata della fragola", IV Protagri, Verona, 1978.
- La fertilità nel ciliegio dolce, in Atti Seminario sulla fertilità delle piante da frutto, Bologna, progetto finalizzato CNR "Biologia della riproduzione", 1978,  pp. 383-401.
- Pacciamatura della fragola con un nuovo film plastico fotoselettivo, in L'Informatore Agrario, n. 6, 1978,  pp. 463-465.
- Contributo allo studio della biologia fiorale del ciliegio, in Rivista dell'ortoflorofrutticoltura italiana, n. 5, 1978,  pp. 477-489.
- (EN) Preliminary observations on high density peach and nectarine planting system, XX Internat, Hort. Congr. Sydney, 1978.
- Aspetti tecnici ed economici della raccolta meccanica delle ciliegie, in L'Informatore Agrario, n. 28, 1978,  pp. 2349-2377.
- Prove orientative sull'impiego di cascolanti per agevolare la raccolta meccanica delle ciliegie dolci, in L'Informatore Agrario, n. 28, 1978,  pp. 2373-2377.
- Ricerche preliminari sulla raccolta meccanica delle ciliegie dolci del Veronese, in L'Informatore Agrario, n. 28, 1978,  pp. 2369-2372.
- (FR) Aires de production de cerises et obtention de nouvelles variètès en Italie, Comptes rendus Journéés, Fruitiéres d'Avignon, 1979.
- (FR) Obtentions italiennes de variétés adaptés à la mécanisation de la récolte, Comptes rendus Journées Fruitiéres d'Avignon, 1979.
- Frutticoltura da industria: il ciliegio acido e dolce, in Agricoltura Ricerca, n. 9, 1979.
- I collegamenti tra sperimentazione e assistenza tecnica, in Il Dottore in Scienze agrarie e forestali, n. 7, 1979.
- I problemi del ciliegio, in Notiziario di Ortoflorofrutticoltura, n. 4, 1979,  pp. 154-158.
- L'impollinazione delle cultivar di ciliegio dolce, in L'Informatore Agrario, n. 5, 1979,  pp. 4431-4467.
- Raccolta meccanica delle ciliegie dolci: prove operative sulla cultivar "Vittoria", in L'Informatore Agrario, n. 15, 1979.
- Ulteriori indagini sulla raccolta meccanica delle ciliegie nel Veronese, in L'Informatore Agrario, n. 15, 1979,  pp. 5519-5524.
- Giudizio dei consumatori delle ciliegie raccolte a macchina, in L'Informatore Agrario, n. 21, 1979,  pp. 6057-6066.
- L'impalcatura negli alberi da frutto, in L'Informatore Agrario, n. 22, 1979,  pp. 6133-6139.
- La ciliegia "Vittoria": Caratteristiche pomologiche e produttive, in L'Informatore Agrario, n. 24, 1979,  pp. 6289-6291.
- La coltivazione delle nettarine ad elevate densità di piantagione, in Atti Incontro frutticolo S.O.I., "Problemi e prospettive della coltura delle nettarine, Roma, 1979,  pp. 159-164.
- Osservazioni sulla coltivazione del pesco ad elevate densità di piantagione, in Rivista dell'ortoflorofrutticoltura italiana, n. 2, 1979,  pp. 147-159.
- Aspetti fisiologici dell'allegagione, cascola ed accrescimento di frutti partenocarpici e derivati da fecondazione di diospyros kaki (L.), in Rivista dell'ortoflorofrutticoltura italiana, n. 2, 1979,  pp. 81-91.
- Coltura del pesco in impianti ad elevata densità di piantagione, in Notiziario di Ortoflorofrutticoltura, n. 5, 1979,  pp. 214-220.
- Attitudine delle ciliegie dolci alla raccolta meccanica per il consumo fresco: differenze varietali, in L'Informatore Agrario, n. 31, 1980,  pp. 11595-11598.
- La pollinisation du cerisier, in Symposium International "La culture du cerisier", Gembloux, 1980,  pp. 178-190.
- Le cultivar di ciliegio dolce per la raccolta meccanica, in Atti Convegno "La coltura del ciliegio dolce", Centro Sperimentale Agraria Friuli-Venezia Giulia, Csodovacca di Cervignano del Friuli, 1980.
- Indirizzi di tecnica colturale, in Atti Convegno Regionale "Rinnovamento e sviluppo della coltura del ciliegio", Venezia, Ente di Sviluppo Agricolo del Veneto, 1980,  pp. 33-66.
- Atti Convegno Regionale "Rinnovamento e sviluppo della coltura del ciliegio", Venezia, Ente di Sviluppo Agricolo del Veneto, 1980,  pp. 175-181.
- Atti Convegno Regionale "Rinnovamento e sviluppo della coltura del ciliegio", Venezia, Ente di Sviluppo Agricolo del Veneto, 1980,  pp. 201-220.
- (EN) Growing peaches and nectarines in high-density planting systems, Symposium on research and development on orchard and plantation systems, Lana, (BZ), 1980.
- Nuove forme di allevamento e distanze d'impianto, in Atti Convegno: "Nuovi orientamenti per la peschicoltura veronese, Verona, Camera di Commercio, 1981,  pp. 149-175.
- Giudizio dei consumatori sulle ciliegie raccolte a macchina: il mercato di Milano, in L'Informatore Agrario, n. 26, 1981,  pp. 16275-16278.
- Una nuova ciliegia: "Adriana", in L'Informatore Agrario, n. 31, 1981,  pp. 11617-11618.
- (EN) A high density peach and nectarine planting system in Italy, LXXVIII Ann. Meet. Am. Soc. Hort. Sci., Atlanta, 1981.
- Giorgio Bargioni: Analisi energetiche di alcune colture arboree da frutto, Pesco, C.N.R. "Progetto Finalizzato Meccanizzazione Agricola", 25, 1982.
- Giorgio Bargioni: La coltura del ciliegio. In: "Prospettive per l'agricoltura collinare fiorentina", Camera di Commercio, Firenze: 59-74, 1982.
- Giorgio Bargioni: Nuove forme di allevamento e distanze di impianto del pesco. En.A.I.P. Veneto, Verona: 57-63, 1982.
- Giorgio Bargioni: L'Olivo del Garda veronese, in CCIAA Verona ed., Convegni sull'olio extravergine di oliva del Garda, 29 maggio 1982 e 2 luglio 1983. Torri del Benaco, 1982.
- Giorgio Bargioni: Portainnesti delle drupacee e delle pomacee, En.A.I.P. Veneto, Verona: 13-16, 1982.
- Giorgio Bargioni: Possibilità e limiti della coltura del ciliegio in montagna, Atti II Convegno Internazionale Frutticoltura montana, Saint Vincent, 207-212, 1982.
- (EN)  Giorgio Bargioni: Possibility and problems of high density peach orchard system, Proceedings of XXI Int. Hort. Congr. Hamburg, 1982.
- Giorgio Bargioni, A. Febi: Portinnesti, distanze di piantagione e diradamento dei frutti del melo, in: "Nuovi orientamenti per la coltura del melo nel Veronese", Banca Popolare di Verona: 73-98, 1982.
- Giorgio Bargioni: Alcuni aspetti di tecnica colturale del ciliegio, "Atti giornate frutticole veronesi", edito Cassa di Risparmio di Verona, Vicenza e Belluno, Comitato tecnico per l'Ortofrutticoltura Veronese: 55-67, 1982.
- Giorgio Bargioni: Il ciliegio dolce, Edagricole, VI, 341 p., 2 p. di tav. : ill. ; 21 cm. Collana Frutticoltura moderna, vol. 7 ISBN 88-206-1948-2, 1982
- A. Albertini, Giorgio Bargioni: Il ciliegio nell'ambito della frutticoltura montana, Frutticoltura, 12: 19-34, 1983.
- Giorgio Bargioni: L'agrotecnica del ciliegio, Terra e Vita, 28: 54-57, 1983.
- Giorgio Bargioni: Le colture da frutto nella provincia di Verona, "Atti e Memorie della Accademia di Agricoltura Scienze e Lettere di Verona", anno acc. volume 159: 139-150, 1983.
- Giorgio Bargioni: Scelte varietali e rinnovamento della frutticoltura montana, L'Informatore Agrario, 30: 26865-26867, 1983.
- (EN)  Giorgio Bargioni, F. Loreti, P. L. Pisani: Performance of Peach and Nectarine in a High Density System in Italy, HortScience 18: 143-146, 1983.
- Giorgio Bargioni: Aspetti agronomici e varietali dell'olivicoltura gardesana, in: "L'olivo del Garda veronese", Camera da Commercio, Verona: 21-38, 1984.
- Giorgio Bargioni: Il miglioramento genetico del ciliegio presso l'Istituto Sperimentale di Frutticoltura della Provincia di Verona, Frutticoltura, 9-10:53, 1984.
- Giorgio Bargioni, G. Baroni: L'apparato radicale del "S. Giuliano INRA GF 655/2" portinnesto del pesco, Atti "Convegno Internazionale del pesco, Verona, Ravenna, Campania". Camera di Commercio, Verona: 291-298, 1984.
- (EN)  Giorgio Bargioni, G. Baroni, C. Madinelli: Preliminary observations on the fruiting hability of some sweet cherry cultivars in high density planting system, Symposium on orchard and plantation system, Montpellier, 1984.
- Giorgio Bargioni, F.Loreti, P. L. Pisani: Ricerche sulla densità di piantagione del pesco, Rivista dell'ortoflorofrutticoltura italiana, 5: 423-432, 1984.
- Giorgio Bargioni, F.Loreti, P. L. Pisani: Un decennio di ricerche sulla coltivazione del pesco ad elevate densità di piantagione nel Veronese. Convegno Internazionale del pesco, Verona, Ravenna, Campania, Camera di Commercio, Verona: 357-364, 1984.
- Giorgio Bargioni, A. Testoni, M. Grassi: Aspetti qualitativi e merceologici delle ciliegie dolci in funzione dell'epoca di raccolta, L'Informatore Agrario, 20: 65-73, 1984.
- Giorgio Bargioni: Corinna e Francesca, due nuove cultivar di ciliegio dolce per la raccolta meccanica, Atti Convegno "Attuali indirizzi nel miglioramento genetico e nella coltura del ciliegio dolce", Verona, 21 giugno, 1985.
- Giorgio Bargioni: Diana e Giorgia, nuove cultivar di ciliegio dolce, Atti Convegno "Attuali indirizzi nel miglioramento genetico e nella coltura del ciliegio dolce", Verona, 21 giugno, 1985.
- Giorgio Bargioni: L'olivo: una coltura da salvare, in: "Vita del Monte Baldo. L'ambiente e l'uomo", Comunità Montana del Baldo, Caprino Veronese, 1985.
- Giorgio Bargioni: Pesco e ciliegio in primavera, Veneto Agricoltura, 3, 1985.
- (EN)  Giorgio Bargioni, G. Baroni: The root system of st. Julien INRA GF 655/2 as a peach rootstook, Acta Horticolture 173: 229-235, 1985.
- Giorgio Bargioni, C. Madinelli: L'apparato radicale del Colt, portinnesto del ciliegio dolce, Atti Convegno "Attuali indirizzi nel miglioramento genetico e nella coltura del ciliegio dolce", Verona, 21 giugno, 1985.
- Giorgio Bargioni, C. Madinelli: Primi risultati produttivi di un impianto di ciliegio dolce ad alta densità di piantagione, Atti Convegno "Attuali indirizzi nel miglioramento genetico e nella coltura del ciliegio dolce", Verona, 21 giugno, 1985.
- (EN)  Giorgio Bargioni, P. L. Pisani, F. Loreti: Ten years of research on peach and nectarine in a high density system in the Verona area, Acta Horticulturae, 173: 299-309, 1985.
- Giorgio Bargioni, A. Ramina, P. Tonutti, F. Cossio: Recettività stimmatica e periodo utile di impollinazione in "Prunus avium", Atti Convegno "Attuali indirizzi nel miglioramento genetico e nella coltura del ciliegio dolce", Verona, 21 giugno, 1985.
- Giorgio Bargioni: Aspetti dell'ambiente e della coltivazione degli alberi da frutto nel Veronese, Atti Convegno "La fertilizzazione delle piante da frutto", Verona 21/04: 17-36, 1986.
- (EN)  Giorgio Bargioni, C. Madinelli: Effect of Paclobutrazol (PP 333) on vegetative and productive activity of sweet cherry, Acta Horticulturae, 179: 581-582, 1986.
- Giorgio Bargioni, C. Madinelli, P. Tonutti, A. Ramina: Effetti di Paclobutrazolo (PP 333) su ciliegio dolce, Ortoflorofrutt. Italiana, 70: 135-147, 1985.
- Giorgio Bargioni, S. Sansavini, P. Rosati, A. Annoni, F. Foschi: La frutticoltura dei paesi dell'area mediterranea della CEE, Pesco, Pero e Fragola. Seminario di studio promosso da: Regione Emilia Romagna e Regione Veneto, Ferrara, 25-27 novembre, 1986.
- (ES)  Giorgio Bargioni: El cultivo del melocotón en Italia, Rivista Frut, Volume II, 1987.
- Giorgio Bargioni: Rapporto della Commissione per i Paesi mediterranei per il pesco. Frutticoltura, 3: 14-18, 1987.
- (ES)  Giorgio Bargioni, G. Baroni: Comparaciones entre portainjertos para la nectarina "Stark Red Gold" en plantaciones de alta densidad, Frutticoltura, Volume I, 1987.
- Giorgio Bargioni, T. Tosi: La fragola nell'Italia centro-settentrionale, L'Italia agricola, 3: 83-99, 1987.
- Giorgio Bargioni: Ambiente colturale ed esigenze biologiche del kaki. Ed. ISMEA, Agricoltura e Ricerca, 94: 19-24, 1988.
- Giorgio Bargioni: Forme di allevamento e tecniche di potatura: come cambieranno?, Frutticoltura, 1/2: 97-103, 1988.
- Giorgio Bargioni: Il ciliegio: nuove cultivar italiane ed accorgimenti di tecnica colturale. Terra e Sole, Novembre 88: 680-687, 1988.
- Giorgio Bargioni: Le nuove cultivar di ciliegio dolce costituite dall'Istituto di Frutticoltura di Verona: "Diana", "Giorgia", "Corinna", "Francesca", Frutticoltura, 12: 67-70, 1988.
- Giorgio Bargioni: Nei laboratori dell'Istituto di frutticoltura si studia l'esotico. Corriere Ortofrutticolo, 7-8: 33-35, 1988.
- Giorgio Bargioni: L'Olivicoltura, L'Agricoltura veronese, Banca Popolare di Verona, pp 121–124, 1988.
- Giorgio Bargioni, G. Baroni: "Influenza del portinnesto sul comportamento vegeto-produttivo della nettarina"Stark Redgold " allevata a palmetta libra", Atti del Convegno "I portinnesti delle piante da frutto", Ferrara, 15-16 dic., 1988 ed. ISMEA: 179-186, 1988.
- Giorgio Bargioni, F. Cossio, C. Madinelli: "Confronto fra cultivar di ciliegio acido innestate e autoradicate. Risultati preliminari", Atti convegno M.A.F.- S.O.I. "I portinnesti delle piante da frutto" Ferrara, 15-16 dic. 157-160, ed Ismea, 1988.
- Giorgio Bargioni, F. Cossio, C. Madinelli: Risultati preliminari sul comportamento vegetativo e produttivo della cultivar "Vittoria" (P. avium) ottenuta da micropropagazione, Atti Convegno M.A.F.- S.O.I. "I portinnesti delle piante da frutto", Ferrara, 15-16 dicembre 1988, ed. ISMEA: 161-164, 1988.
- Giorgio Bargioni, A. Febi: La frutticoltura. In: L'Agricoltura veronese, Edizioni Banca Popolare di Verona, Verona 1988, 107-120, 1988.
- Giorgio Bargioni: L'Olivicoltura, in: L'Agricoltura veronese, Edizioni Banca Popolare di Verona, Verona 1988, 121-124, 1988.
- Giorgio Bargioni, C. Madinelli: Confronto fra tre portinnesti per il ciliegio in una piantagione ad alta densità. Risultati preliminari, Atti Convegno M.A.F. - S.O.I. "I portinnesti delle piante da Frutto", Ferrara, 15-16 dicembre: 153-156, ed. ISMEA, 1988.
- Giorgio Bargioni: La potatura del ciliegio, Frutticoltura, 1: 31-36, 1989.
- Giorgio Bargioni: Cultivar di olivo venete e loro sinonimi, Personal Communication, 1989.
- (EN)  Giorgio Bargioni: The italian strawberry industry, Acta Horticulturae, 265: 659-663, 1989.
- Giorgio Bargioni, G. Liut: Attuale situazione dell'olivicoltura veronese e problemi di ristrutturazione degli impianti, Atti del convegno: L'Olivicoltura veronese, edito Banca Popolare di Verona: 15-42, 1989.
- Giorgio Bargioni: Il melo nel frutteto famigliare, ed. L'Informatore Agrario, pp 115, 1990.
- Giorgio Bargioni, G. Baroni: Le nuove cultivar di pesco costituite dall'Istituto di Frutticoltura di Verona, Frutticoltura, 11: 55-56, 1990.
- Giorgio Bargioni, G. Baroni: Le nuove cultivar di pesco Arianna, Atalanta, Jone e Minerva, L'Informatore Agrario 9: 173-177, 1990.
- A. Albertini, Giorgio Bargioni, A. Testoni (1991): Caratteristiche qualitative delle ciliegie, Progetto finalizzato Frutticoltura Agrumicoltura, EUROFRUT, Ferrara, 24-25 ottobre, Agricoltura Ricerca, 81-82.
- Giorgio Bargioni (1991): La potatura e le forme di allevamento del ciliegio, atti Convegno: La potatura degli alberi da frutto negli Anni 90, Cassa Risparmio di Verona, Vicenza, Belluno e Ancona: 221-255.
- Giorgio Bargioni (1991): Miglioramento genetico del ciliegio, Progetto finalizzato Frutticoltura Agrumicoltura, EUROFRUT, Ferrara, 24-25 ottobre, Agricoltura Ricerca, 19-21.
- Giorgio Bargioni, G. Baroni, F. Cossio (1991): Comportamento vegeto-produttivo di piante di pesco autoradicate "in vitro" ed innestate. Frutticoltura 6: 35-38.
- Giorgio Bargioni, C. Madinelli (1991): Costituzione di cultivar autofertili, Agricoltura e Ricerca, 119: 87-90.
- Giorgio Bargioni, C. Madinelli (1991): Costituzione e selezione di cultivar idonee alla raccolta meccanica, Agricoltura e Ricerca, 119: 57-62.
- Giorgio Bargioni, C. Madinelli (1991): Individuazione di cultivar di ciliegio dolce nell'ambiente Veronese, Agricoltura e Ricerca, 123: 49-58.
- Giorgio Bargioni, C. Madinelli (1991): Individuazione di cultivar di ciliegio dolce per l'ambiente veronese, Progetto finalizzato Frutticoltura Agrumicoltura, EUROFRUT Ferrara, 24-25 ottobre, Agricoltura Ricerca, 97-99.
- Giorgio Bargioni, C. Madinelli (1991): Valutazione agronomica di tre portinnesti per la cultivar di ciliegio dolce Mora di Cazzano, Progetto finalizzato Frutticoltura Agrumicoltura, EUROFRUT Ferrara, 24-25 ottobre, Agricoltura Ricerca, 94-95.
- Giorgio Bargioni, C. Madinelli (1991): Valutazione agronomica, nell'ambiente veronese, di tre cultivar di ciliegio acido, Agricoltura e Ricerca, 122: 81-84.
- Giorgio Bargioni, C. Madinelli, F. Cossio (1991): Miglioramento genetico del ciliegio dolce: costituzione di cultivar auto-fertili. Progetto finalizzato Frutticoltura Agrumicoltura, EUROFRUT Ferrara, 24-25 ottobre, Agricoltura Ricerca, 95-97.
- Giorgio Bargioni, C. Madinelli, F. Cossio (1991): Miglioramento genetico del ciliegio dolce: costituzione di cultivar idonee alla raccolta meccanica, Progetto finalizzato Frutticoltura Agrumicoltura, EUROFRUT Ferrara, 24-25 ottobre, Agricoltura Ricerca, 100-101.
- Giorgio Bargioni, T. Tosi (1991): Tecnica colturale della fragola per l'Italia settentrionale, Atti Convegno Nazionale sulla Fragola, Verona 8/11/1991, Ed. C.C.I.A.A.: 153-176.
- Giorgio Bargioni (1991): Nuovi criteri nella coltura dell'olivo, Atti e memorie dell'Accademia di agricoltura scienze e lettere di Verona, Volume 43: 162-167, anno acc. 1991-1992.
- Giorgio Bargioni (1991): Ciliegio, da Frutticoltura Speciale, edito Reda: 333-380.
- Giorgio Bargioni (1992): Scelta e preparazione del terreno, da Frutticoltura Generale, ed. Reda: 523-532.
- Giorgio Bargioni (1992): Potatura degli alberi da frutto, da Frutticoltura Generale, ed. Reda: 393-494.
- Giorgio Bargioni (1992): Germoplasma italiano del ciliegio, in: "Germoplasma Frutticolo, salvaguardia e valorizzazio- one delle risorse genetiche, Alghero, 21-25 settembre: 371-373.
- Giorgio Bargioni (1992): L'olivicoltura veronese e il paesaggio, La riviera degli olivi del Garda verso la DOC, edito Consorzio di Tutela per l'olio extra vergine di oliva del Garda e Banca Popolare di Verona: 15-26.
- Giorgio Bargioni (1992): Manuale per l'olivicoltore, edito Federazione Provinciale Coltivatori Diretti Verona, Centro IRIPA Quadrifoglio, Verona, pp 117.
- Giorgio Bargioni, C. Madinelli (1992): Risultati di osservazioni su alcune cultivar locali di olivo del Veneto, estratto dagli atti del Congresso: Germoplasma Frutticolo, salvaguardia e valorizzazione delle risorse genetiche, Alghero, 21 - 25 settembre.
- Giorgio Bargioni, F. Cossio, C. Madinelli (1992): Isabella, nuova cultivar di ciliegio autofertile, Notiziario di Ortoflorofrutticoltura, 4: 129.
- Giorgio Bargioni (1993): Inclinazione del fusto dell'albero e disposizione delle radici nel terreno, L'Informatore Agrario, 43: 48-50.
- Giorgio Bargioni, F. Cossio, C. Madinelli (1993): Isabella, Frutticoltura, 3: 75.
- Giorgio Bargioni (1994): Nuovi criteri nella coltura dell'olivo, Atti e memorie dell'Accademia di Agricoltura Scienze e Lettere di Verona, volume 168: 161-167.
- Giorgio Bargioni, F. Cossio, C. Madinelli, G. Baroni, (1994): I risultati dell'I.S.F. di Verona per il miglioramento del ciliegio dolce, Frutticoltura, 1: 43-47.
- Giorgio Bargioni (1995): Il ciliegio in Italia, L'Informatore Agrario, 47: 41-44.
- (EN)  Giorgio Bargioni, G. Baroni, P. Tonutti, A. Pitacco, A. Ramina (1995): Scion inclination in Malus domestica Borkh and Prunus spp., Influences Root Growth and distribution, Hort Science, Vol. 30, 3: 517-520.
- (EN)  Giorgio Bargioni (1996): Sweet Cherry Scions: Characteristics of the Principal Commercial Cultivars, Breeding Objectives and Methods, da Cherries: Crop Physiology Production and Uses, edited A.D. Webster & N.E. Looney: 73-112.
- Giorgio Bargioni (1996): Storia, problemi attuali e prospettive della coltura del ciliegi, atti dell'Accademia dei Georgofili, Settima Serie, Vol. XLIV – 173° dall'inizio, Firenze 1998, pp. 135–160
- Giorgio Bargioni (1997): Impollinazione e produzione del ciliegio Mora di Cazzano, L'Informatore Agrario, 9, supplemento Triveneto.
- Giorgio Bargioni (1997): Danni da freddo sull'olivo. L'Informatore Agrario 9, Supplemento Triveneto.
- Giorgio Bargioni (1997): Produzioni vegetali e pronubi, un binomio inscindibile, L'Informatore Agrario 10, Supplemento Triveneto.
- Giorgio Bargioni (1997): Coltivazioni fruttifere: aspetti di biologia fiorale e problemi di impollinazione dei fiori, atti e memorie dell'Accademia di agricoltura scienze e lettere di Verona, Volume 174: 48-62, anno acc. 1997-1998.
- Giorgio Bargioni (1997): Coltivazioni fruttifere: aspetti di biologia fiorale e problemi di impollinazione dei fiori, atti e memorie dell'Accademia di agricoltura scienze e lettere di Verona, Volume 174: 48-62, anno acc. 1997-1998.
- Giorgio Bargioni, C. Madinelli (1997): Il miglioramento genetico del ciliegio dolce all'Istituto Sperimentale di Frutticoltura di Verona, Atti Convegno del Ciliegio Bari 1997: 527-529.
- Giorgio Bargioni, C. Madinelli, F. Cossio (1997): Enrica e Giulietta, nuove cultivar autocompatibili di ciliegio dolce, Frutticoltura, 6: 55.
- C. Madinelli, Giorgio Bargioni (1997): Confronto fra gli apparati radicali dei portinnesti di ciliegio Prunus mahaleb S.L. 64” e Colt, Frutticoltura, 6, 65-67.
- Giorgio Bargioni (1998): Storia, problemi attuali e prospettive della coltura del ciliegio, estratto accademia dei Georgofili, Settima serie, Vol. XLIV - 173° dall'inizio, Firenze 1998: 135-160.
- R. Saunier, Giorgio Bargioni, (1998): Il miglioramento genetico del ciliegio (Prunus avium L. e Prunus cerasus L.), atti simposio internazionale su: "Stato dell'arte e prospettive del miglioramento genetico dei fruttiferi: melo, ciliegio, kaki e castagno" Faenza, 10 ottobre 1997 : 71-96.
- (FR)  Giorgio Bargioni, R. Saunier, J. Claverie (1998): Cerisier, L'amelioration Genetique, 1ª parte, L'arboricolture Fruitiere n. 516.
- (FR)  Giorgio Bargioni, R. Saunier, J. Claverie (1998): Cerisier, L'amelioration Genetique, 2ª parte, L'arboricolture Fruitiere n. 517.
- Giorgio Bargioni, G. Bassi (1999): La nuova cultivar Bargioni 137 di ciliegio dolce per l'industria. L'Informatore Agrario 46 :68-69.
- Giorgio Bargioni (2001): L'evoluzione della frutticoltura italiana nel 20. secolo, atti e memorie dell'Accademia di agricoltura scienze e lettere di Verona, volume 178: 105-150, anno acc. 2001-2002.
- Giorgio Bargioni (2002): L'olivo e la sua coltivazione, Ed. L'Informatore Agrario, pp. 160. ISBN 88-7220-166-7.
- Giorgio Bargioni (2002): L'Olivo: Coltivazione, potatura, raccolta. CD ROM - L'Informatore Agrario, 2002 (sec. Ediz. 2004)
- Giorgio Bargioni (2002): L'impollinazione degli alberi da frutto e gli insetti pronubi, atti e memorie dell'Accademia di agricoltura scienze e lettere di Verona, volume 179: 337-351, anno acc. 2002-2003.
- Giorgio Bargioni (2003): La frutticoltura veronese: problemi e prospettive, atti in memoria dell'Accademia dell'Agricoltura Scienze e Lettere di Verona, Vol. CLXXX (a.a. 2003-2004): 81-97.
- Giorgio Bargioni (2003): Aspetti e problemi dell'irrigazione nei frutteti veronesi, atti e memorie dell'Accademia di agricoltura scienze e lettere di Verona, Volume 180: 321-322, anno acc. 2003-2004.
- Giorgio Barioni,G. Bassi (2003): Ciliegio. Sweet Cherry, da Le tipologie di albero nelle drupacee, Growth habitus in stone-fruits trees a cura di Bassi D., edito da Consiglio Nazionale delle Ricerche, Roma, pp. 53–65.
- Giorgio Bargioni, R. Bassi, E. Corazzina (2004): Il frutteto: piccola guida pratica. L'Informatore Agrario, 35: 83.
- Giorgio Bargioni, G. Bassi (2006): Lucrezia, ciliegio autocompatibile, L'Informatore Agrario, 35: 65.
- Giorgio Bargioni (2007): Per Franco Scaramuzzi in occasione dei suoi 80 anni, Atti serie VIII, Vol. 3, Vol. 182° dall'inizio: 81-82.
- Giorgio Bargioni, G. Bassi (2007): Ciliegie senza peduncolo perché non riscoprirle?, L'Informatore Agrario 26: 55-57.
- Giorgio Bargioni (2009): Piante da frutto e vite: la propagazione, L'Informatore Agrario, pp 96. ISBN 978-88-7220-264-7.
- Giorgio Bargioni (2009): Nuovi portinnesti per il ciliegio veronese, L'Informatore Agrario, 26.
- Giorgio Bargioni (2009): Cinquant'anni di sperimentazione per lo sviluppo della frutticoltura veronese (prima parte, 1955-1990): Volume degli atti: "Cinquant'anni di attività dell'Istituto Sperimentale di Frutticoltura della Provincia di Verona: 49-60.
- Giorgio Bargioni, G. Bassi, G. Comerlati, G. Rigo (2012): Potatura delle piante da frutto, edizioni L'Informatore agrario, pp 96.

### Pubblicazioni sulla rivista "Vita in campagna"
- L'innesto, 1: 23, 1983.
- L'innesto, 2: 93, 1983.
- L'innesto, 3: 152, 1983.
- Gli innesti di fine estate, 4: 211, 1983.
- Cure agli innesti e alle piante innestate, 5: 265, 1983.
- Gli innesti legnosi, 1: 35, 1984.
- Gli innesti primaverili, 2: 58, 1984.
- Il ciliegio: un albero generoso, 5: 22, 1984.
- L'impianto del ciliegio, 6: 25, 1984.
- Ciliegio: la scelta delle varietà, 1: 27, 1985.
- Le cure culturali per il ciliegio, 2: 27, 1985.
- Per ottenere molti frutti, favorire l'impollinazione, 2: 32, 1985.
- Che forma si può dare ai giovani ciliegi, 3: 30, 1985.
- La potatura degli alberi da frutto è un male necessario, 4: 34, 1986.
- La potatura verde di fine estate, 5: 21, 1986.
- Scelta e potatura delle piante da frutto, 6: 30, 1986.
- Potatura delle piante da frutto nei primi anni d'impianto, 1: 30, 1987.
- Potatura e vantaggi del melo a fusetto, 2: 32, 1987.
- Forme ridotte per allevare peschi e nettarine, 3: 41, 1987.
- Il meleto famigliare, 7: 33, 1989.
- Le cultivar estive di melo per il vostro meleto famigliare, 9: 25, 1989.
- Le cultivar autunno-invernali di melo per il vostro frutteto famigliare, 10: 28, 1989.
- Quali portinnesti per il melo?, 11: 31, 1989.
- La piantagione del meleto famigliare, 12: 21, 1989.
- La concimazione del meleto, 1: 30, 1989.
- Melo: criteri di potatura, 2: 27, 1990.
- Melo: le forme di allevamento per un grande albero e una piccola siepe, 3: 30, 1990.
- Melo: alberi di piccola statura per ottenere una rapida entrata in produzione, 4: 44, 1990.
- Raccolta e conservazione delle mele, 5: 36, 1990.
- Il nespolo del Giappone, pianta rustica dai frutti squisiti per il frutteto di famiglia, 6: 30, 1991.
- L'impollinazione delle colture a mezzo degli insetti: quanto son brave le api, 7-8: 31, 1991.
- Guida difesa frutteto, supplemento a Vita in Campagna n. 2, 1991.
- Miglioriamo un terreno argilloso per poter coltivare qualche albero da frutto, 9: 32, 1992.
- Agricoltura biologica: speranze e realtà quando si coltivano piante da frutto, 12: 44, 1992.
- Impariamo a riconoscere le gemme delle piante da frutto, 3: 35, 1993.
- Facilitiamo la messa a frutto delle piante con la decorticazione anulare, 4: 37, 1993.
- Varietà di albicocco resistenti alla monilia, 11: 22, 1993.
- Guida alle vecchie varietà di fruttiferi e vite, supplemento a Vita in Campagna n. 10/1993, 1993.
- Guida alla difesa del frutteto e vigneto famigliare, supplemento a Vita in Campagna n. 2, 1993.
- Guida alla coltivazione del piccolo oliveto, supplemento a Vita in Campagna n. 10, 1994.
- Rittochino e terrazzamento: due sistemazioni per terreni in pendio, 3: 30, 1995.
- Guida Progetto frutteti, supplemento a Vita in Campagna n. 2, 1995.
- Guida alla propagazione delle piante da frutto e della vite, supplemento a Vita in Campagna n. 2, 1996.
- Il generoso e delicato ciliegio: le varietà per il frutteto famigliare, 6: 25, 1996.
- Ciliegio: l'impianto va fatto preferibilmente nel mese di novembre, 7-8: 26, 1996.
- Ciliegio: la potatura e la forma di allevamento a vaso, 9: 24, 1996.
- Ciliegio: come prevenire e combattere le principali avversità e malattie, 10: 31, 1996.
- Un piccolo frutteto costituito da specie che bene si adattano a un terreno "sciolto", 12: 31, 1996.
- Pesco: origini, caratteristiche dell'albero, esigenze di coltivazione, 10: 29, 1997.
- Pesco: portinnesti e innesti, la scelta dell'astone da porre a dimora, 12: 30, 1997.
- Pesco: le modalità dell'impianto, la pacciamatura lungo il filare, 1: 27, 1998.
- Pesco: tra le possibili varie forme di allevamento vi consigliamo il vasetto, 2: 31, 1998.
- Pesco: le principali cure colturali da riservare al piccolo pescheto, 3: 32, 1998.
- Consigli ed orientamenti dell'esperto per il piccolo frutteto del futuro, 10: 32, 1998.
- F. Mazzini, R. Bassi, S. Manzella, M. Borselli, E. Corazzina: Guida difesa frutteto e vigneto, supplemento a Vita in Campagna n. 2, 1998.
- La difesa delle piante da frutto e delle viti dalle gelate di fine inverno-primavera, 3: 51, 1999.
- La butteratura amara delle mele, 5: 37, 1999.
- La difesa dal vento delle piante da frutto, 12: 28, 1999.
- Guida alla piccola azienda agraria del 2000, supplemento a Vita in Campagna n. 2, 1999.
- Guida al recupero di un'azienda in stato di abbandono, supplemento a Vita in Campagna n. 6, 1999.
- L' azzeruolo dai frutti bianco, giallo e rosso, 4: 34, 2000.
- Il corbezzolo, albero del Tricolore, 5: 29, 2000.
- Frutti per tutto l'anno, 12: 34, 2000.
- Il giuggiolo dal frutto dolce un po' acidulo, 1: 27, 2001.
- Il corniolo dai frutti mangerecci, 2: 31, 2001.
- Inclinazione e curvatura dei rami per aumentare fioritura e fruttificazione, 3: 35, 2001.
- Il rustico nespolo comune, 4: 34, 2001.
- Un nuovo frutteto con pochi alberi e diverse varietà, 6: 29, 2001.
- Un frutteto con pochi alberi e diverse varietà: alcuni esempi concreti, 7-8: 23, 2001.
- Come scegliere e prelevare il materiale da utilizzare per gli innesti, 11: 29, 2001.
- Guida all'impollinazione delle piante da frutto, degli ortaggi, delle viti e delle colture erbacee, supplemento a Vita in Campagna n. 2, 2001.
- Nero o bianco, il gelso è un albero rustico di facilissima coltivazione, 1: 31, 2002.
- Dal carrubo frutti e semi dai mille usi, 2: 27, 2002.
- L' olivo compagno dell'uomo, 3: 8, 2002.
- L'olivo, pianta rustica e generosa condizionata dalle basse temperature, 3: 27, 2002.
- Varietà locali per un oliveto di qualità, 4: 31, 2002.
- Olivo: la messa a dimora e le cure colturali del primo anno, 5: 33, 2002.
- Olivo: le forme di allevamento e i consigli per la potatura, 6: 39, 2002.
- Olivo: terreno lavorato periodicamente o inerbimento controllato?, 7-8: 29, 2002.
- Olivo: la concimazione e la raccolta, 9: 37, 2002.
- Le varietà di ciliegio adatte alla coltivazione in tutta Italia, 12: 27, 2002.
- G. Bargioni, G. Rigo, Comerlati G., S. Manzella, E. Corazzina: Guida alla progettazione di un piccolo frutteto familiare, supplemento a Vita in Campagna n. 12, 2002.
- Un piccolo ciliegeto per la famiglia e l'azienda agrituristica, 1: 29, 2003.
- Ciliegio: cure di coltivazione e raccolta, 2: 27, 2003.
- Come evitare la scosciatura delle branche, 3: 35, 2003.
- Il trapianto di olivi adulti è facile se viene eseguito con criterio, 5: 33, 2003.
- Pero: le caratteristiche dell'albero e le sue esigenze di clima e terreno, 11: 33, 2003.
- Pero: dieci varietà consigliate per un piccolo frutteto di famiglia, 12: 30, 2003.
- L' impianto di un piccolo pereto e un progetto valido per tutta Italia, 1: 31, 2004.
- Le gelate tardive: difesa, danni, prevenzione e cure alle piante danneggiate, 2: 23, 2004.
- La grandine: difesa, danni, prevenzione e cure alle colture danneggiate, 3: 29, 2004.
- Il vento: difesa, danni, prevenzione e cure alle piante danneggiate, 5: 41, 2004.
- La siccità e il caldo eccessivo: difesa, danni, prevenzione e cure alle piante danneggiate, 6: 33, 2004.
- La pioggia eccessiva: difesa, danni, prevenzione e cure alle piante danneggiate, 9: 43, 2004.
- Il freddo invernale: difesa, danni, prevenzione e cure alle piante danneggiate, 10: 26, 2004.
- Alcuni consigli per abbassare la chioma di un albero da frutto adulto, 11: 32, 2004.
- L'allevamento dei germogli nati dopo le operazioni di riforma degli alberi, 12: 28, 2004.
- L'incisione longitudinale della corteccia degli alberi, 12: 28, 2004.
- Le varietà di pomacee resistenti o tolleranti le malattie e i parassiti, 2: 30, 2005.
- Le varietà di drupacee resistenti o tolleranti le malattie e i parassiti, 3: 33, 2005.
- Le varietà di agrumi, castagno e olivo resistenti o tolleranti le malattie e i parassiti, 4: 38, 2005.
- Le varietà resistenti o tolleranti le malattie e i parassiti: specie minori, piccoli frutti e vite, 5: 35, 2005.
- Il kaki, il cibo degli dei tra curiosità e leggenda, 9: 7, 2005.
- Il kaki o diòspiro, un albero «elegante» che produce squisiti frutti, 9: 29, 2005.
- Kaki: le forme di allevamento per valorizzare portamento e produzione, 10: 26, 2005.
- Il kaki richiede poche cure colturali, ma una raccolta attenta dei frutti, 11: 31, 2005.
- Una piccola coltivazione di noce da frutto: caratteristiche botaniche e scelta delle varietà, 7-8: 31, 2006.
- Il noce: credenze, medicina, superstizione e storia, 9: 7, 2006.
- Noce da frutto: la messa a dimora e l'allevamento a piramide, 9: 28, 2006.
- Noce da frutto: le cure colturali e la raccolta delle noci, 10: 33, 2006.
- G. Bargioni, G. Rigo, S. Manzella, E. Corazzina: Guida alle vecchie varietà di piante da frutto e di vite, supplemento a Vita in Campagna n. 6, 2006.
- Se le piante da frutto non producono forse non c' è stata una buona impollinazione, 2: 28, 2007.
- Undici varietà di olivo adatte agli ambienti con inverni freddi, 11: 29, 2007.
- Alcuni suggerimenti per la scelta di un utile e gradito regalo natalizio, 12: 69, 2007.
- G. Bargioni, G. Rigo: Guida alla propagazione delle piante da frutto e della vite, supplemento a Vita in Campagna n. 2, 2008.
- Il ciliegio, albero da frutto tipico della collina coltivabile in tutta Italia, 3: 36, 2009.
- Ciliegio: le varietà adatte in tutta Italia per un piccolo ciliegeto familiare, 4: 31, 2009.
- Ciliegio: dalla piantagione dell'astone alla forma di allevamento, 5: 37, 2009.
- Ciliegio: tutte le cure di coltivazione e la raccolta dei frutti, 6: 31, 2009.
- I consigli per l'acquisto delle piante da frutto da mettere a dimora a novembre, 10: 33, 2009.
- La scelta del portinnesto è importante per la buona riuscita degli alberi da frutto, 11: 24, 2009.
- I migliori portinnesti per le pomacee: melo, pero, cotogno e nashi, 12: 22, 2009.
- G. Bargioni, U. Grigolo, Moscatelli, L.Vasari, S. Macolino, A. Locatelli, G. Comerlati, R. Tumminelli, F. Giannone, E. Corazzina, M. Arduin, M. Volanti: Guida al risparmio dell'acqua, supplemento a Vita in Campagna n. 6/2009, 2009.
- Le possibili cause della mancata produzione di una pianta da frutto, 1: 31, 2010.
- I migliori portinnesti per le drupacee: pesco, albicocco e susino, 1: 34, 2010.
- I migliori portinnesti per il ciliegio, gli agrumi e le specie da frutto minori, 2: 32, 2010.
- Inclinazioni, piegature e altre pratiche per... educare gli alberi da frutto, 4: 33, 2010.
- Interventi sugli olivi danneggiati dal gelo, 4: 42, 2010.
- G. Bargioni, A. Percolo, A. Alfei: Guida alla coltivazione dell'olivo, supplemento a Vita in Campagna n. 2, 2010.
- G. Bargioni, G. Rigo, E. Corazzino, M. Arduin, F. Rossi: Guida alla produzione in proprio degli alimenti per la famiglia, supplemento a Vita in Campagna n. 10, 2010.
- Propagare alberi da frutto senza il ricorso all'innesto: margotta aerea e pollone radicato, 1: 34, 2011.
- Propagare alberi da frutto senza il ricorso all'innesto: talea e seme, 2: 30, 2011.
- Le cause della mancata fruttificazione di una pianta da frutto giovane, 3: 38, 2011.
- Ecco spiegata l'origine dei «frutti gemelli», 4: 33, 2011.
- Ecco quali sono le scale sicure per raccogliere la frutta e potare gli alberi, 5: 41, 2011.
- Il ciliegio acido: albero rustico, ideale per il piccolo frutteto familiare, 6: 32, 2011.
- G. Bargioni, G. Bassi, G. Comerlati, G. Rigo: Guida alla potatura delle piante da frutto: pomacee e drupacee, supplemento a Vita in Campagna n. 10, 2011.
- Lycoris radiata, bulbosa poco conosciuta dalla meravigliosa fioritura , 1: 21, 2012.
- L'allevamento di una bella siepe di melo, fruttifera e ornamentale insieme, 1: 35, 2012.
- Riscopriamo nel piccolo frutteto familiare le vecchie varietà da frutto, 2: 31, 2012.
- Antiche varietà di melo e pero adatte al piccolo frutteto familiare, 3: 27, 2012.
- Come eseguire lo «spostamento» di un giovane albero da frutto, 3: 32, 2012.
- G. Bargioni, G. Bassi: L'insacchettamento, una vecchia pratica per proteggere e migliorare i frutti, 6: 31, 2012.
- G. Bargioni, G. Bassi, C. Sonnati, G. Rigo: Guida alla potatura delle piante da frutto, supplemento n. 2, 2012.